# Анзельм Мозлєр
Анзельм Мозлєр (іноді Ансельм Мозлер; пол. Anzelm Mosler; 1872, м. Бучач — 31 січня 1917, Закопане) — адвокат, видавець, доктор права, громадсько-політичний діяч у Галичині єврейського походження.

## Життєпис
Походив зі Східної Галичини, народився 1872 року в м. Бучачі в родині хірурга.
Навчався в Бучацькій гімназії, закінчив ц.-к. гімназію в Станиславові у 1889 році, потім відбув студії з філософії та права у Віденському університеті. Близько 1900 року став доктором права.
Спочатку працював адвокатським конципієнтом у Бучачі (тут заснував товариство «Братерство»), з 1909 року — адвокатом у Монастириськах.
Змолоду підтримував контакти з соціал-демократами України, нелегально переправляв через австро-угорсько-російський кордон літературу. В 1896 контрабандистами виданий російській поліції, ув'язнений, 2,5 роки провів у Києві (за іншими даними, 1896 р. затриманий за перевезення нелегальної літератури з Галичини в Київ, за що провів півтора року в Лук'янівській в'язниці, а потім ще один рік у тюрмі «Кресты»). Чинний діяч Польської партії соціально-демократичної (ППСД), з часом став одним з керівників її лівого крила. На конгресі ППСД у Львові 29-30 червня 1901 критикував парламентаризм, вимагав від кервівництва партії більшої уваги до поширення освіти в Галичині, звинувачував у реформізмі, надмір лагідній тактиці в парламенті, на що була репліка Іґнація Дашинського. В листопаді 1901 був у складі делегації ППСД на з'їзді австрійських соціал-демократів (Відень).
На конгресі ППСД (26 жовтня — 1 листопада 1904, Краків) критикував політику керівництва партії за намір одностороннього союзу з Польською партією соціалістичною (ППС) після подій у Російській соціал-демократії; цим мотивував контрвнесок у ту справу Станиславівського окружного комітету партії; також звинувачував ППС у націоналізмі, називав Партію соціал-демократів Королівства Польського і Литви (СДКПіЛ) правдиво соціалістичною. Концепцію А. Мозлєра підтримували: група молоді, яка видавала в 1905—1911 роках листівку «Zjednoczenie»; об'єднання студентської молоді «Spójnia», які мали контакти з СДКПіЛ.
Значну увагу приділяв активізації роботи з селянством. Ставив селян на рівні з робітниками, не зважав на специфіку їхньої психології. В травні разом з Генриком Ґроссманом став на чолі утвореної Жидівської партії соціалістичної (ЖПС; до складу увійшли робітники-євреї, які вийшли з ППС). В червні 1905 року почав власним коштом видавати в Бучачі газету-листок «Служба двірська» («пол. Służba Dworska»), яка виходила до жовтня 1905 року (від № 3 українською та польською мовами), коли опозиційний до керівництва ППСД осередок партії в Бучачі був «розбитий». «Служба двірська» закликала до організування селян, викривала зловживання влади.
Допомагав звільнити з тюрми (втеча) Мирослава Січинського.
Солідаризувався з діячами Української ПСД як промовець на багатьох вічах, як уповноважений правник від селян, як ініціатор страйку 1902 року (сильного розмаху набув у Бучацькому, Тлумацькому, Станиславывському повітах). Був популярним серед селян-українців, поляків, які не раз збирали кошти для його приїзду та виступу на вічах. 17 листопада 1906 року за його ініціятивою відбулося велике віче залізничників у Станиславові, на якому ухвалили рішення об'єднатися в організацію.
У наступних роках — діяч Бунду, потім наблизився до СДКПіЛ. Під час Першої світової хворів. Не був одруженим.